# 恰拉瓦尔
恰拉瓦尔（Jhalawar），是印度拉贾斯坦邦恰拉瓦尔县的一个城镇。总人口48049（2001年）。

## 人口
该地2001年总人口48049人，其中男性25226人，女性22823人；0—6岁人口7027人，其中男3694人，女3333人；识字率71.09%，其中男性为78.08%，女性为63.36%。